# Resolutie 2403 Veiligheidsraad Verenigde Naties
Resolutie 2403 van de Veiligheidsraad van de Verenigde Naties werd unaniem aangenomen op 28 februari 2018. De resolutie legde een datum voor de verkiezing van een nieuwe rechter voor het Internationaal Gerechtshof vast.

## Achtergrond
Hisashi Owada is een Japans hoogleraar rechten, diplomaat en rechter. In 2003 werd hij verkozen als rechter van het Internationaal Gerechtshof. In 2011 werd hij herkozen voor een termijn tot 2021. De Japanse regering besloot die termijn vroegtijdig te beëindigen daar zijn dochter Masako Owada, die gehuwd is met de Japanse kroonprins, in 2019 keizerin van Japan zou worden.
Japan droeg Yuji Iwasawa voor om hem op te volgen voor de rest van de termijn. Op 22 juni werd die zonder tegenstemmen door de Algemene Vergadering verkozen.

## Inhoud
Rechter Hisashi Owada had ontslag genomen, met ingang op 7 juni 2018. Volgens de statuten van het Hof moest de VN-Veiligheidsraad een datum voor de verkiezing van een nieuwe rechter bepalen. Er werd besloten die verkiezing op 22 juni 2018 te houden, gedurende een vergadering van de Veiligheidsraad en van de Algemene Vergadering.
Lijst ·  2398 ·  2399 ·  2400 ·  2401 ·  2402 ·  2403 ·  2404 ·  2405 ·  2406 ·  2407 ·  2408 ·  2409 ·  2410 ·  2411 ·  2412 ·  2413 ·  2414 ·  2415 ·  2416 ·  2417 ·  2418 ·  2419 ·  2420 ·  2421 ·  2422 ·  2423 ·  2424 ·  2425 ·  2426 ·  2427 ·  2428 ·  2429 ·  2430 ·  2431 ·  2432 ·  2433 ·  2434 ·  2435 ·  2436 ·  2437 ·  2438 ·  2439 ·  2440 ·  2441 ·  2442 ·  2443 ·  2444 ·  2445 ·  2446 ·  2447 ·  2448 ·  2449 ·  2450 ·  2451